# 兰巴迪语
兰巴迪语，又称班贾利语，是印度曾经的游牧民族班贾拉人使用的一种语言，属于印度雅利安语支。该语言没有自己的文字。 
其方言分为马哈拉施特拉邦的班贾利语（用梵文书写）、卡纳塔克邦（用卡纳达语书写）、泰米尔纳德邦（用泰米尔语书写）和安得拉邦的特伦甘纳语（用泰卢固语书写）。使用这种语言的人一般同时使用泰卢固语、卡纳达语或马拉地语。